# Alias Caracalla, au cœur de la Résistance
Pour plus de détails, voir Fiche technique et Distribution.
Alias Caracalla, au cœur de la Résistance est un téléfilm dramatique historique français en deux parties réalisé par Alain Tasma, diffusé en 2013, adapté à partir du premier tome du récit éponyme, Alias Caracalla : mémoires, 1940-1943 de Daniel Cordier paru en 2009.

## Synopsis
Ce téléfilm comprend deux épisodes : Les Rebelles du 17 juin et Rex (Jean Moulin), mon patron.
Il reprend le récit de Daniel Cordier, compagnon de la Libération, dans Alias Caracalla : son ralliement à la France libre, en juin 1940, et sa mission en France comme secrétaire de Jean Moulin, jusqu'au 23 juin 1943,,.

## Fiche technique
- Réalisation : Alain Tasma
- Scénario : Georges-Marc Benamou, Daniel Cordier et Raphaëlle Valbrune, d'après le livre Alias Caracalla de Daniel Cordier
- Direction artistique : Valérie Grall
- Costumes : Céline Guignard
- Photographie : Lubomir Bakchev
- Son : Thomas Lefevre, Ludovic Maucuit et François Maurel
- Montage : Yves Deschamps et Louise Genis-Cosserat
- Musique : Nicolas Errèra
- Production : Georges-Marc Benamou
- Sociétés de production : Siècle Productions ; France 3, Arte France, CNDP et TV5 Monde (coproductions)
- Société de distribution : France Televisions
- Pays d'origine : France
- Langue originale : français
- Format : couleur
- Genre : drame historique
- Durée : 180 minutes
- Date de diffusion :  France : 25 et 26 mai 2013 sur France 3

## Distribution
- Jules Sadoughi : Daniel « Alain » Cordier
- Éric Caravaca : Jean « Rex » Moulin
- Nicolas Marié : Georges « Bip » Bidault
- Jean-Michel Fête : Henri « Charvet » Frenay
- Léo-Paul Salmain : François Briant
- Gauthier Battoue  : Philippe Marmissolle-Daguerre
- Julie Gayet : Marguerite Moret
- Louis-Do de Lencquesaing : « Bernard » d’Astier de La Vigerie
- Laurent Stocker : Pierre « Brumaire » Brossolette
- Grégory Gadebois : Yvon « Léo » Morandat
- Thierry Hancisse : Yves « Bessonneau » Farge
- Lou de Laâge : Suzanne « Suzette » Olivier
- François Loriquet : Monsieur Moret
- Géraldine Martineau : Laure « Mado » Diebold
- Lazare Herson-Macarel : Hugues « Germain » Limonti
- Olivier Chantreau : Paul « Kim » Schmidt
- François Civil : Maurice « Salm » de Cheveigné
- Milan Mauger : Stéphane Hessel
- Laurent Capelluto : Raymond Aron
- Guillaume Marquet : André Dewavrin « Colonel Passy »

## Lieux de tournage
- Lyon : quartier d'Ainay[5].
- Paris : Château de Vincennes[6].
- Senlis : caserne Ordener[6], Intérieur Club du Bel Age, rue de la Corne de cerf, rue des Cordeliers, place Notre-Dame, place Saint-Frambourg, rue de la Contrescarpe, rue des Vétérans[7].

## Personnages

### Précision sur le personnage principal
Daniel Cordier est un jeune Français nationaliste maurrassien, membre d'Action française. Après la défaite française, il choisit de poursuivre le combat en Afrique du Nord mais se retrouve à Londres où il se rallie aussitôt à la France libre.
Les opinions politiques de Cordier l'amènent souvent au conflit avec ses compagnons d'armes, y compris lors de sa première rencontre avec Stéphane Hessel. À noter que le nom de Stéphane Hessel était particulièrement connu en France lors de la production du téléfilm, et la diffusion a eu lieu quelques mois après sa mort. Toutefois cette rencontre n'est pas imaginaire.
Après un dîner avec Rex, on apprend que Cordier et son camarade Briant estiment incroyable de dire qu'Alfred Dreyfus est innocent. Les vues politiques initiales de Cordier sont globalement présentées de façon négative, ce qui est tout à fait en accord avec le vœu de Cordier lui-même, qui a largement rejeté ses opinions de jeunesse.
Dans le choix de son nom de guerre, Cordier rend hommage au philosophe Alain.

### La représentation de Jean Moulin
De tout le téléfilm, Rex n'est jamais nommé. Toutefois, toute la publicité du téléfilm indiquait qu'il s'agit bien de Jean Moulin.
En guise d'épilogue, une déclaration filmée du véritable Daniel Cordier : plusieurs mois après la guerre, on lui a présenté Laure Moulin comme la sœur de son patron, il apprit alors seulement le vrai nom de Rex.
Tout oppose les opinions politiques des deux hommes. Pourtant, ils se plaisent dès leur rencontre. Jean Moulin recrute Cordier en tant que secrétaire, chargé de missions de courrier et de radio, ainsi que de recruter des résistants et de coordonner leurs communications. Pour Cordier, un travail de tous les instants, alors que sa mission initiale était en comparaison une sinécure.